# Mercedes-Benz OM 67
Der Mercedes-Benz OM 67 ist ein Dieselmotor der Daimler-Benz AG, der für schwere Nutzfahrzeuge entwickelt wurde.

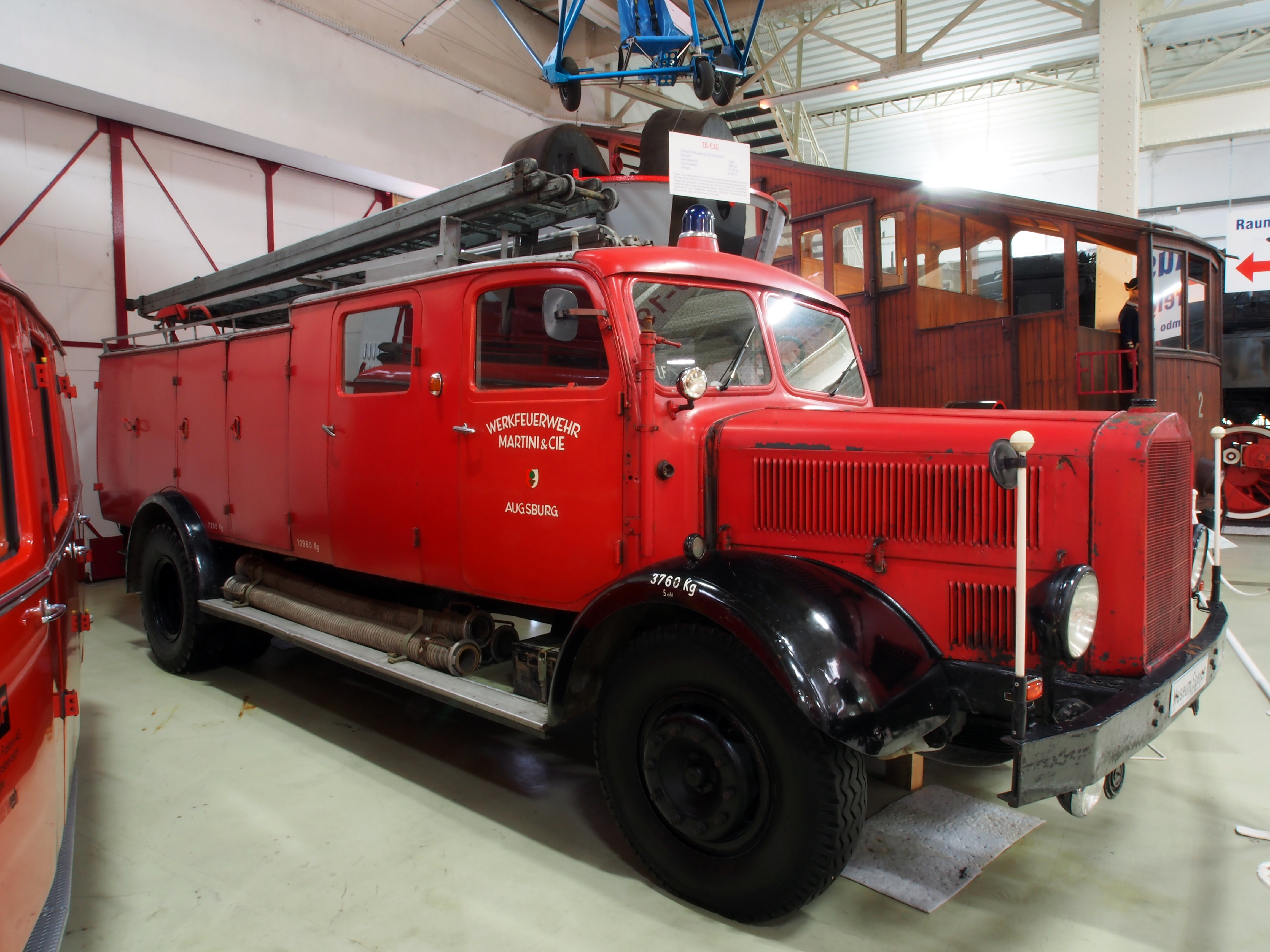
Der L 4500 wurde mit dem OM 67 ausgerüstet.

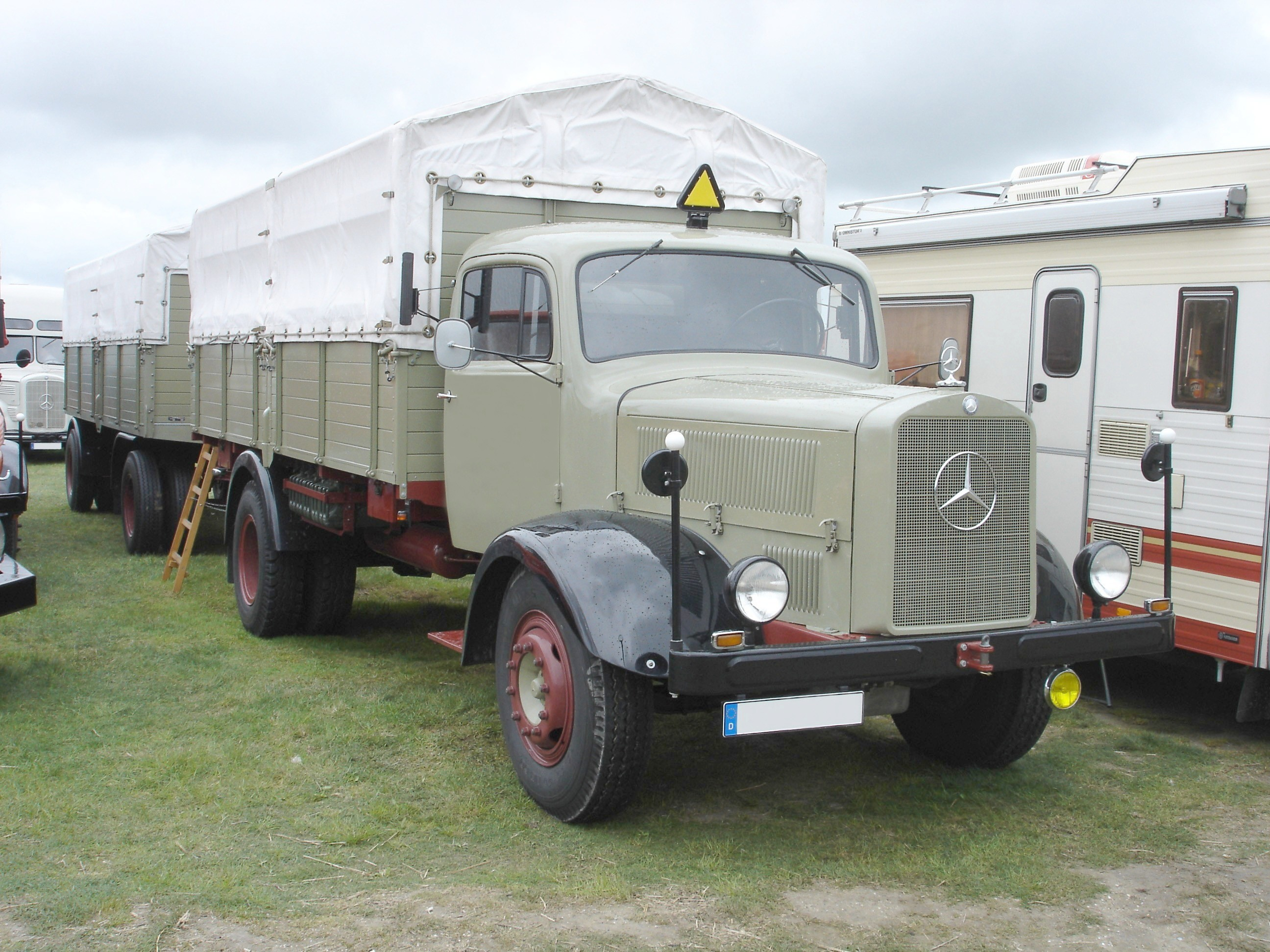
Ebenfalls mit OM 67 ausgerüstet: Der L 5000.

## Technik
Der OM 67 ist ein nicht aufgeladener Reihensechszylinder-Viertakt-Dieselmotor mit Vorkammereinspritzung, Druckumlaufschmierung und Wasserkühlung. Er ist für den Betrieb mit Rohöl geeignet. Es wurden mehrere Baumuster hergestellt:
Das Ursprungs-Baumuster OM 67 mit 110 mm Bohrung, 130 mm Hub und 7413 cm3 Hubraum wird mit einer Leistung von 95 PS (70 kW) bei 2000 min−1 angegeben. Der Motor hat drei Zylinderköpfe und wurde von 1935 bis ca. 1938 gebaut.
Ab spätestens 1937 folgte der OM 67/3 mit 101 PS (74 kW). Wichtigste Unterschiede sind ein geändertes Bohrung-Hub-Verhältnis, bei einer Zylinderbohrung von 105 mm und einem Kolbenhub von 140 mm beträgt der Hubraum 7274 cm3. Die Kurbelwelle ist nun siebenfach statt vierfach gelagert und der Motor hat nur mehr zwei Zylinderköpfe.
Diesem Motor folgte 1939 das Baumuster OM 67/4, bei dem die Leistung auf 112 PS (82 kW) bei 2250 min−1 angehoben wurde.
Das darauffolgende Baumuster OM 67/8 leistet 120 PS (88 kW) bei 2250 min−1. Im Folgenden wird das Baumuster OM 67/8 näher beschrieben.

### Kurbelgehäuse und -welle
Das Kurbelgehäuse aus Grauguss mit eingegossenen Zylindern ist bis unter die Kurbelwellenmitte herunter geführt. Bedingt durch die geteilten Zylinderköpfe ist der Abstand zwischen drittem und viertem Zylinder größer als zwischen den übrigen. Dort und am schwungradseitigen Ende der aus Chrommolybdänstahl geschmiedeten Kurbelwelle sind die Hauptlager als breitere Passlager zur Begrenzung des Axialspiels ausgebildet.
Am vorderen Ende des Motors laufen die Zahnräder in einem angegossenen Räderkasten, der durch einen Leichtmetalldeckel abgeschlossen wird. Weiter davor endet die Kurbelwelle mit einem Konus, auf dem der Reibungsschwingungsdämpfer mit der Riemenscheibe für den Lüfter- und Lichtmaschinenantrieb angebracht ist.
Das Schwungradgehäuse mit Flanschmöglichkeit für das Getriebe ist genauso am Kurbelgehäuse angegossen wie Halterungen für Lichtmaschine, Einspritzpumpe, Anlasser und Wasserpumpe.
Der Ölsumpf der zweiteiligen Ölwanne aus Leichtmetallguss liegt unterhalb der vorderen beiden Zylinder.

### Zylinderkopf und Kolbengruppe
Je drei Zylinder des OM 67/8 werden überdeckt von einem aus Leichtmetall gegossenen Zylinderkopf, der zugehörigen Ventilhaube mit integrierter Ansaugsammelleitung und einem eigenen Nassluftfilter für die Verbrennungsluft. Ein- und Auslasskanäle befinden sich auf der vom Schwungrad aus gesehen linken Seite des Motors, das Auspuffsammelrohr ist seitlich am Zylinderkopf angeschraubt.
Auf der rechten Seite des Motors befinden sich der Ventilantrieb und die Vorkammern. In letztere münden von schräg oben die Einspritzdüsen, darunter sind die Glühkerzen waagerecht in den Zylinderkopf eingeschraubt.
Der um ca. 45° geneigte Schusskanal verbindet die Vorkammer mit dem Kolbenraum und läuft dort aus in einer flachen „Mulde“ im Kolbenboden. Die Kolben aus einer Aluminium-Siliziumlegierung tragen vier Kompressionsringe und einen Ölabstreifring und übertragen die Kraft auf Schmiedepleuel aus Chrommolybdänstahl mit einem I-förmigen Schaft. Die Pleuellager sind mit Bleibronze ausgegossen. 

### Ventiltrieb und Motorsteuerung
Die seitlich im Kurbelgehäuse liegende Nockenwelle wird unmittelbar von der Kurbelwelle angetrieben und steuert über Stoßstangen und Kipphebel die im Zylinderkopf hängenden Ventile. Die Kipphebel sind in druckgeschmierten Bronzelagern auf kleinen Böcken auf den Zylinderköpfen montiert.
An das Nockenwellenrad ist ein weiteres Zahnrad angeflanscht, das die Einspritzpumpe der Größe B mit Enddrehzahlregler antreibt. Die Wellenverbindung vom Rädertrieb zur Einspritzpumpe erfolgt entweder durch eine kleine Zwischenwelle oder den Druckluftkompressor für die Bremsanlage.
Etwa auf halber Länge des Motors treibt die Nockenwelle über eine senkrechte Hilfswelle die unter das Kurbelgehäuse geflanschte Schmierölpumpe an. Das Schmieröl wird über ein Siebfilter der Hauptölleitung des Motors zugeführt.

### Nebenaggregate
Ein gemeinsamer Keilriemen treibt den Kühlventilator und die 12-Volt-Lichtmaschine mit 300 W Leistung an. Die Lichtmaschine hat einen Durchtrieb für die auf etwa halber Motorlänge an der Auspuffseite des Motors an des Kurbelgehäuse geflanschte Wasserpumpe. 

## Technische Daten
| Kenngrößen                     | OM 67                                                | OM 67/3                                              | OM 67/4                                              | OM 67/8                                              |
| ------------------------------ | ---------------------------------------------------- | ---------------------------------------------------- | ---------------------------------------------------- | ---------------------------------------------------- |
| Motorbauform                   | Sechszylinder-Reihenmotor                            | Sechszylinder-Reihenmotor                            | Sechszylinder-Reihenmotor                            | Sechszylinder-Reihenmotor                            |
| Funktionsprinzip               | Diesel                                               | Diesel                                               | Diesel                                               | Diesel                                               |
| Gemischaufbereitung            | Vorkammereinspritzung                                | Vorkammereinspritzung                                | Vorkammereinspritzung                                | Vorkammereinspritzung                                |
| Ventilsteuerung                | OHV-Ventilsteuerung, 1 × Einlass-, 1 × Auslassventil | OHV-Ventilsteuerung, 1 × Einlass-, 1 × Auslassventil | OHV-Ventilsteuerung, 1 × Einlass-, 1 × Auslassventil | OHV-Ventilsteuerung, 1 × Einlass-, 1 × Auslassventil |
| Bohrung × Hub                  | 110 × 130 mm                                         | 105 × 140 mm                                         | 105 × 140 mm                                         | 105 × 140 mm                                         |
| Hubraum                        | 7413 cm3                                             | 7274                                                 | 7274                                                 | 7274                                                 |
| Nenndrehzahl                   | 2000 min−1                                           | ?                                                    | 2250 min−1                                           | 2250 min−1                                           |
| Nennleistung bei Nenndrehzahl  | 95 PS / 70 kW                                        | 100 PS / 74 kW                                       | 112 PS / 82 kW                                       | 120 PS / 88 kW                                       |
| Maximales Drehmoment           | 38 kp·m / 373 N·m bei 1300 min−1                     | ?                                                    | ?                                                    | 38 kp·m / 373 N·m bei 1300–2250 min−1                |
| Zündfolge                      | 1–5–3–6–2–4                                          | 1–5–3–6–2–4                                          | 1–5–3–6–2–4                                          | 1–5–3–6–2–4                                          |
| Mittlerer Arbeitsdruck         | 5,66 bar                                             | ?                                                    | 6,0 bar                                              | 6,5 bar                                              |
| Verdichtungsverhältnis         | 17 : 1                                               | ?                                                    | ?                                                    | 20 : 1                                               |
| Ölinhalt                       | 12 l                                                 | ?                                                    | ?                                                    | 14 l                                                 |
| Masse                          | 650 kg                                               | ?                                                    | ?                                                    | 780 kg                                               |
| Mittlere Kolbengeschwindigkeit | 8,7 m/s                                              | ?                                                    | 10,5 m/s                                             | 10,5 m/s                                             |
| Kraftstoffverbrauch            | 258–272 g/kWh                                        | ?                                                    | ?                                                    | ?                                                    |
| Schmierölverbrauch             | 5,4 g/kWh                                            | ?                                                    | ?                                                    | ?                                                    |